# Pseudosymmachia clypeata
Pseudosymmachia clypeata är en skalbaggsart som beskrevs av Zhang 1992. Pseudosymmachia clypeata ingår i släktet Pseudosymmachia och familjen Melolonthidae. Inga underarter finns listade i Catalogue of Life.